# Nervi femorocutani
El nervi femorocutani o nervi musculocutani extern de la cuixa és un nervi cutani que innerva la pell de la part lateral de la cuixa.